# Lepidorhombus whiffiagonis
El gallo del norte o gallo  (Lepidorhombus whiffiagonis) es una especie de pez pleuronectiforme de la familia Scophthalmidae.

## Descripción
Pueden alcanzar los 60 cm de longitud total.

## Distribución
Se encuentra en las  costas del  Atlántico nororiental, desde Islandia hasta el Cabo Bojador (Sáhara Occidental ) y del mar Mediterráneo occidental.